# حمد فؤاد ناصر
حمد فؤاد ناصر (مواليد 24 فبراير 2000 في البحرين) هو لاعب كرة قدم بحريني يجيد اللعب في خط الدفاع. يلعب حاليا لصالح الرفاع الذي ينافس في الدوري البحريني الممتاز منذ 2018.